# 阿尔马广场
阿尔马广场（place de l'Alma）是第八区和十六区的一个广场，得名于毗邻的阿尔马桥，直径109米，纽约大街、威尔逊总统大街、乔治五世大街、蒙田大街在此交汇。该广场以自由女神像的复制品著称，1997年8月31日戴安娜王妃在此遭遇车祸身亡。